# Cerveseria

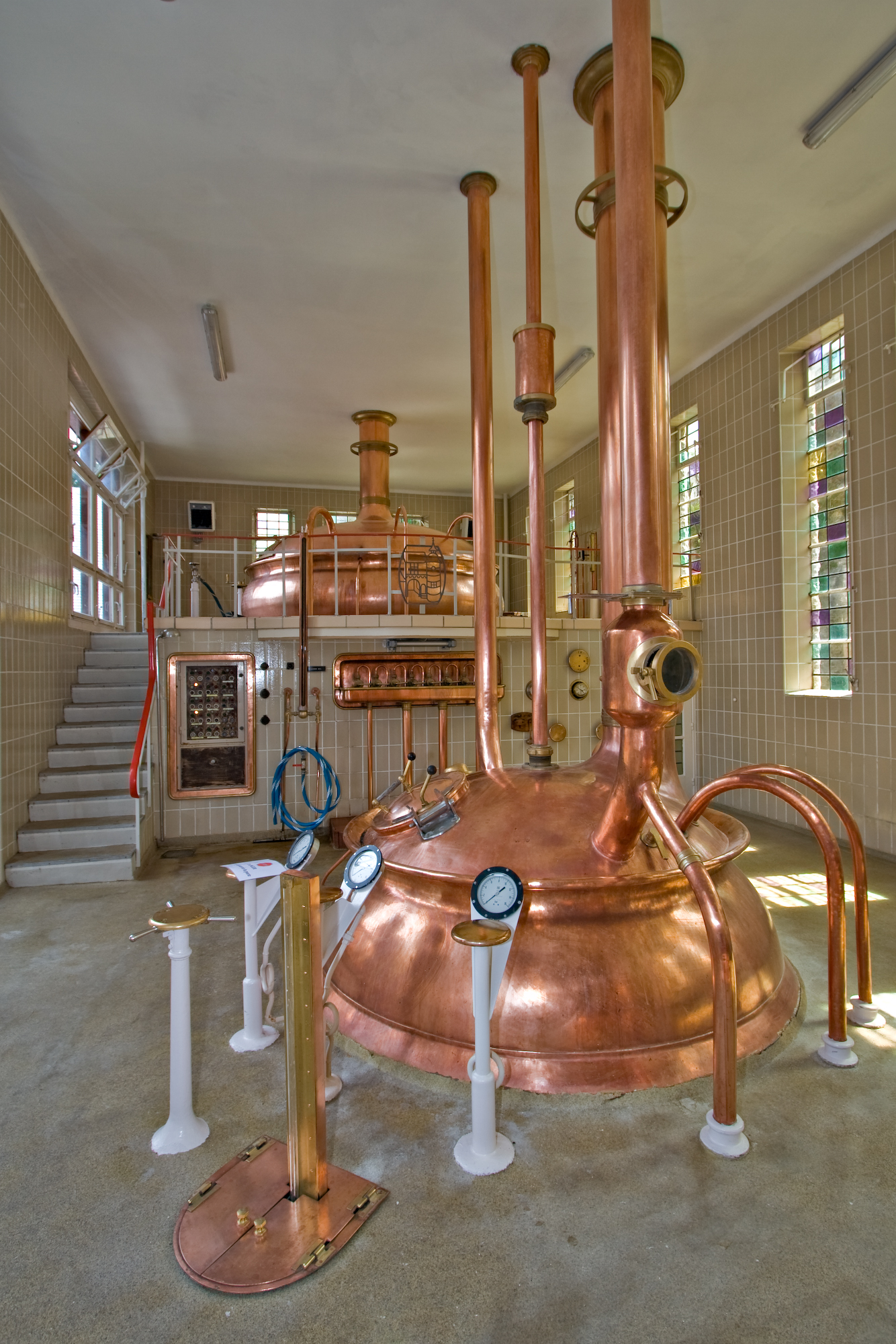
Bullidors d'aigua en una fàbrica de cervesa moderna.

Una cerveseria és un edifici dedicat a la fabricació a escala mitjana o gran de cervesa, encara que la cervesa es pot fer a casa, i ha estat per molt part la història de la cervesa. La diversitat de grandària en les cerveseries es correspon amb la diversitat dels processos, els graus de l'automatització, i els tipus de cervesa produïda en fàbriques de cervesa. Normalment, una fàbrica de cervesa està dividida en seccions diferents, amb cada secció reservada per a una part del procés.